# Walther Schmidt (Kirchenmusiker)
Walter Schmidt (* 17. Januar 1913 in Hamburg; † 9. Oktober 1991 in Lemgo) war ein deutscher Kirchenmusiker.

## Leben
Walter Schmidt besuchte die Schule in Erfurt. Dort lagen auch seine familiären Wurzeln. Sein Vater Willy Schmidt war Kaufmann bei der Hamburg-Amerika-Linie, seine Mutter war Wilhelmine Schmidt, geb. Steinhäuser. Sein Urgroßvater, Karl Steinhäuser, war Organist und Königlicher Musikdirektor an der Kirche St. Marien in Mühlhausen in Thüringen. Walter Schmidts Vater starb 1914 im Ersten Weltkrieg zu Beginn des Krieges unter ungeklärten Umständen. Seine Mutter zog nach dem gewaltsamen Tod ihres Ehemannes in ihre Heimatstadt Erfurt und heiratete erneut, nun einen Polizeioffizier. Dort wurden sein Bruder Hellmut und seine Schwester Erika geboren. Nach dem Tod seiner Mutter im Jahr 1925 durch Tuberkulose lebte Walther Schmidt weiterhin bei seinem Stiefvater in Erfurt, der erneut heiratete. Walther Schmidt engagierte sich in der christlichen Jugendbewegung und leitete Singkreise sowie Instrumentalgruppen. Dann nahm er Orgelunterricht. 
Walter Schmidt studierte Kirchenmusik an der Spandauer Kirchenmusikschule des Evangelischen Johannesstiftes in Berlin, unter anderem bei Ernst Pepping und bei dem Organisten und Komponisten und NSD Gerhard Schwarz, der für die NSDAP Lieder komponierte und als musikalischer Berater tätig war. 
Von 1939 bis 1945 war Schmidt Unteroffizier in der 6. Abteilung des Oberkommandos der Wehrmacht im Stab des Generalquartiermeisters des Heeres General Eduard Wagner. Im Mai 1942 heiratete Walther Schmidt Martha Westerhaus. Aus der Ehe gingen ab 1944 drei Kinder hervor: Katharina, Susanne und Wolfgang-Walther.
1945 wurde Schmidt Kantor und Organist an der Kirche St. Marien zu Lemgo. Dort wirkte er am Marianne-Weber-Gymnasium von 1948 als Musikpädagoge, zunächst als Lehrer, ab 1958 als Studienrat und später als Studiendirektor. Knapp ein Jahr nach Beginn seiner Kantorentätigkeit gründete er 1946 die Marien-Kantorei, mit der ihn zahlreiche Konzertreisen in das europäische Ausland führten, vor allem in die Niederlande, nach Frankreich und Italien sowie in die USA.
1950 begründete Schmidt die Lemgoer Internationalen Orgeltage, deren Organisator er bis zu seinem Tod blieb. 1964 wurde auf seine Initiative hin in Lemgo eine Jugendmusikschule gegründet, der er bis 1985 vorstand. Als städtischer Musikbeauftragter war er ebenfalls bis 1985 tätig.

## Auszeichnungen
- Für seine Verdienste erhielt Schmidt im Jahr 1980 den Kulturpreis des Landesverbandes Lippe.
- 1985 wurde Schmidt Ehrenbürger der Alten Hansestadt Lemgo.
- 1988 wurde Schmidt das Bundesverdienstkreuz verliehen.